# 道森島

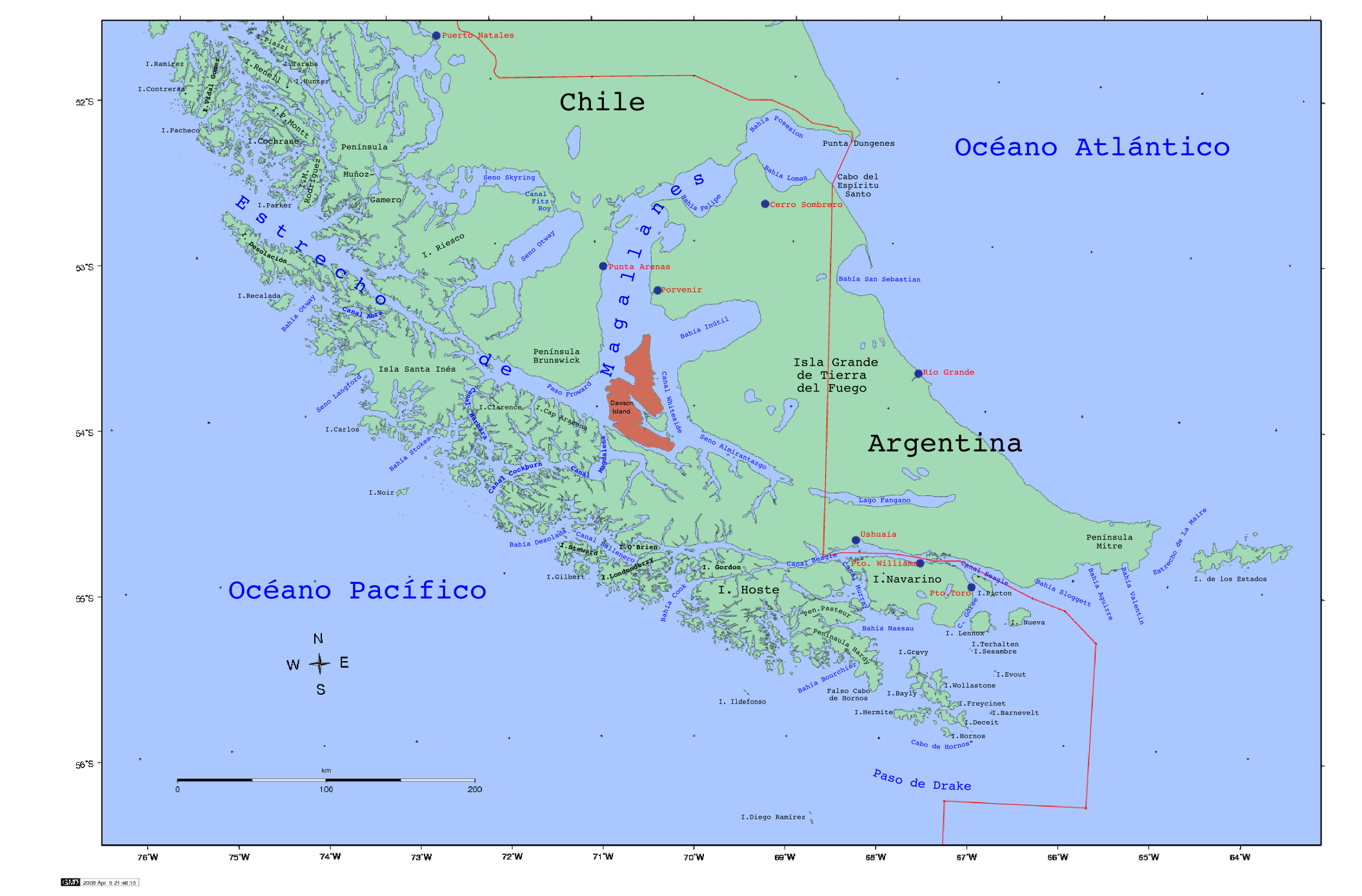
道森島位置

道森島（Isla Dawson）是智利的島嶼，位於蓬塔阿雷納斯以南100公里的麥哲倫海峽，屬於火地群島的一部分，西北面是不倫瑞克半島，面積1,290平方公里，1992年和2002年的人口分別為415人和301人。
53°58′12″S 70°34′48″W / 53.97000°S 70.58000°W